# Vollstad
Vollstad est une localité du comté de Troms, en Norvège.

## Géographie
Administrativement, Vollstad fait partie de la kommune de Tromsø.